# Club Voleibol Sant Cugat
Club Voleibol Sant Cugat est un club espagnol de volley-ball fondé en 1988 et basé à Sant Cugat del Vallès qui évolue pour la saison 2013-2014 en Superliga.

## Effectifs

### Saison 2013-2014
Entraîneur : Rafael Ruiz Herrera  Espagne